# Юрген Колер
Юрген Колер (на немски: Jürgen Kohler) е бивш немски футболист и настоящ треньор по футбол. Като състезател на Германския национален отбор е световен шампион от Мондиал 90, европейски шампион от Евро 96, както и вицешампион от Евро 92.

## Успехи

### Като футболист
Байерн Мюнхен
- Шампион на Германия (1): 1989–90

 Ювентус
- Шампион на Италия (1): 1994–95
- Купа на Италия (1): 1994–95
- Купа на УЕФА (1): 1992–93

 Борусия Дортмунд
- Шампион на Германия (2): 1995–96, 2001–02
- Шампионска лига (1): 1996–97
- Междуконтинентална купа (1): 1997

 Германия
- Световно първенство (1): Мондиал 90
- Европейско първенство (1): Евро 96
  - Вицешампион (1): Евро 92
  - 3-то място – Евро 88

Индивидуални
- Идеален отбор (1): Евро 92
- Футболист № 1 на Германия (1): 1997